# Dithecodes deaurata
Dithecodes deaurata är en fjärilsart som beskrevs av W. Warren 1904. Dithecodes deaurata ingår i släktet Dithecodes och familjen mätare. Inga underarter finns listade i Catalogue of Life.